# Fusilli
I fusilli sono un tipo di pasta arricciata, originario dell'Italia meridionale.

## Varianti regionali

### Campania

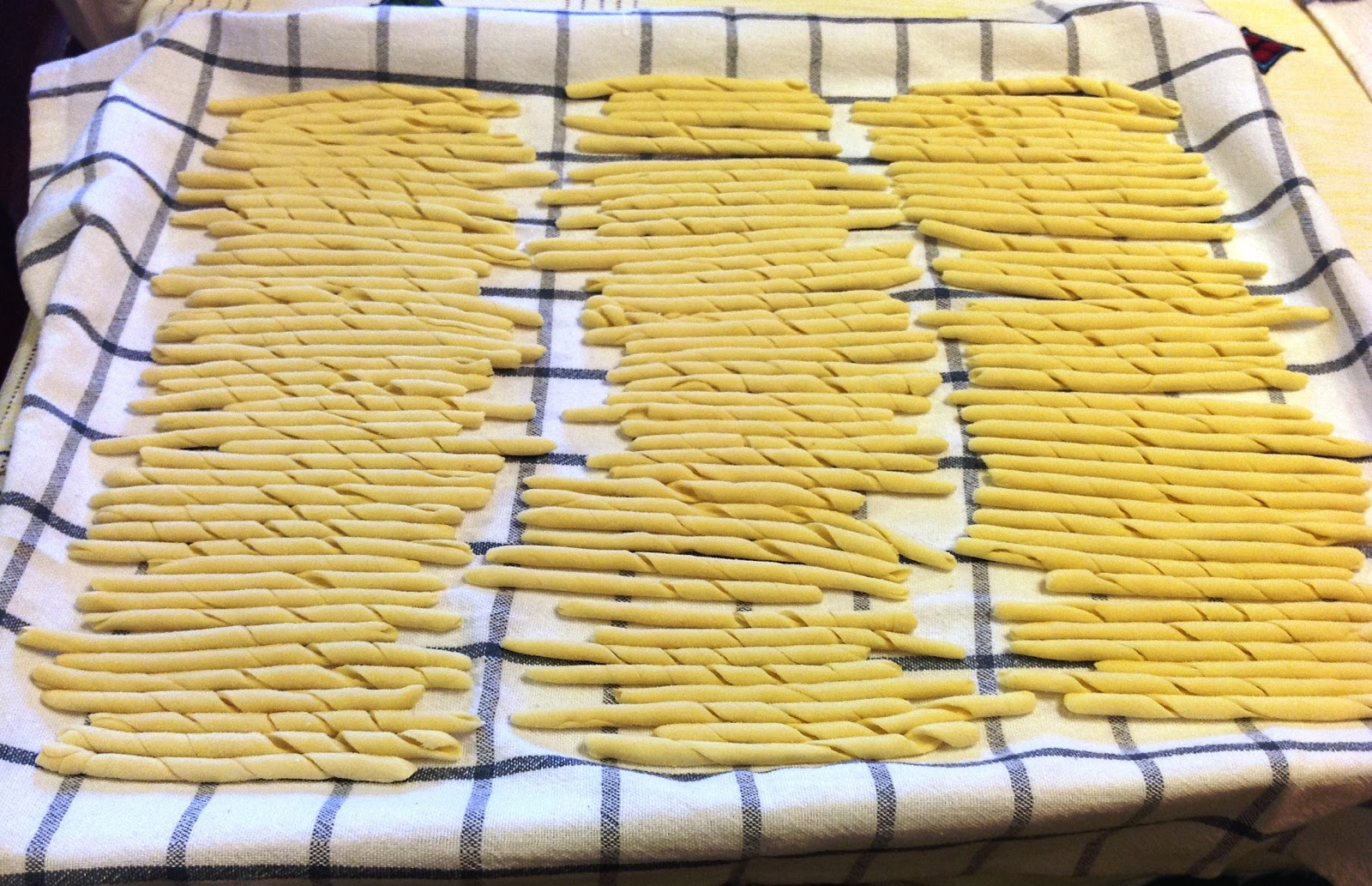
Fusilli avellinesi appena preparati e pronti per la cottura.

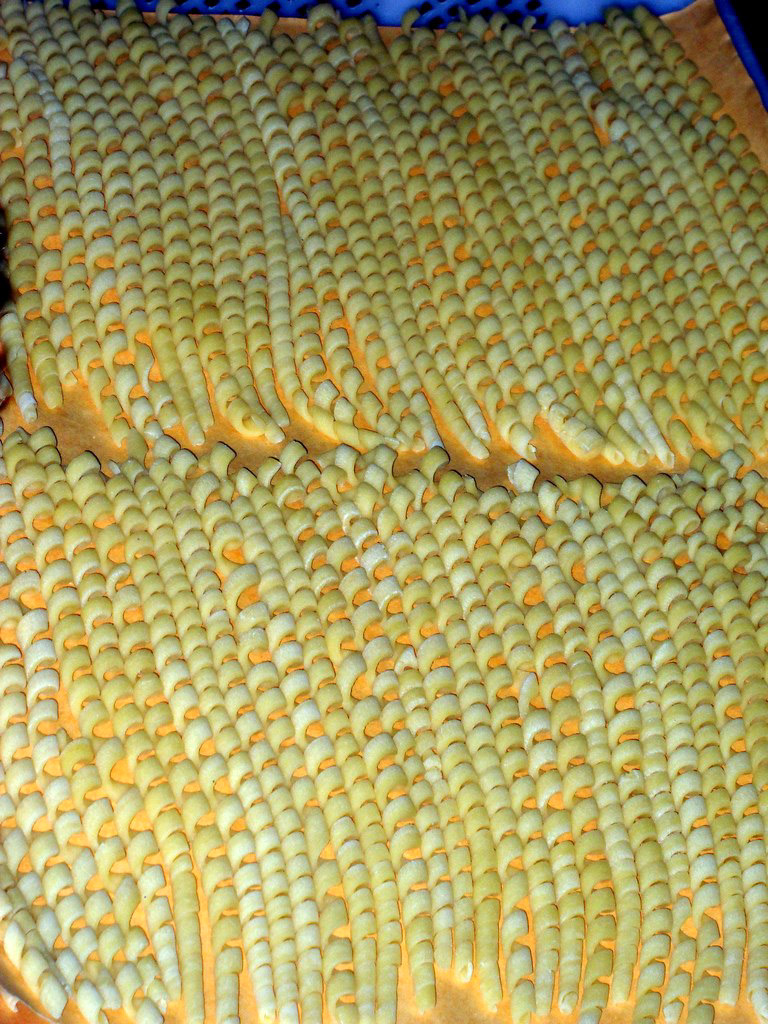
Fusilli di Gragnano.

I fusilli sono presenti anche nella tradizione della pasta campana: i fusilli di Felitto, quelli avellinesi, quello di Gioi e il fusillo furitano di Minori sono infatti inseriti dalla Regione Campania nel Registro dei Prodotti agroalimentari tradizionali campani.

#### Fusilli avellinesi
Tipico di tutta la provincia di Avellino, questo tipo di fusillo è prodotto esclusivamente a mano. Si tratta di una variante, dalla forma più stretta e allungata, ottenuta proprio dalla lavorazione della pasta intorno a un fuso. L'impasto è composto da acqua calda e farina o farina e semola. La matassa viene quindi lavorata a mano ed allungata in cilindretti di circa 5 centimetri che singolarmente verranno schiacciati con un movimento dal basso verso l’alto, dal fuso di ferro.
In tal modo la pasta si attorciglierà intorno al fuso, acquistando la tipica forma di fusillo, allungandosi leggermente fino ai sette centimetri, per poi essere velocemente sfilata dal fuso ed adagiata per farla arieggiare.
L’asciugatura, che impiega non meno di due ore, secondo il grado di umidità e le condizioni di vento, è una delle fasi più importanti della lavorazione.

#### Fusilli felittesi
Si tratta di una variante nata in un comune della provincia di Salerno: Felitto.
È una particolare pasta fresca all'uovo, a lavorazione manuale, realizzata con l'ausilio di un sottile ferretto, con semola di grano duro, uova e poco olio extravergine di oliva. Si presenta come un maccherone forato di lunghezza variabile (superiore ai 20 cm) e di spessore ridotto (massimo 24 mm) di colore giallo più o meno intenso.

#### Fusilli napoletani
La variante napoletana dei fusilli si accompagna spesso con la salsa al pomodoro o con l'olio.
A Gragnano ancora oggi vengono realizzati a mano, arrotolando gli spaghetti ad un filo di ferro e facendoli poi essiccare. Questa stessa tecnica, un tempo molto diffusa, è ancora largamente praticata in molte regioni dell'Italia meridionale e viene utilizzata per confezionare altri tipi di paste alimentari che differiscono dai fusilli propriamente detti, per forma o impasto.

### Molise
In Molise, sono un prodotto agroalimentare tradizionale.
Nota è la ricetta dei fusilli alla molisana.

### Piemonte
Nell'Alta Langa, in provincia di Cuneo, sono tradizionali i cosiddetti macaron del frèt, che si preparano attorcigliando uno gnocco di pasta intorno a un ferro da calze. Le origini dei macaron sono incerte.

### Calabria
In Calabria, i fusilli sono molto comuni. Sono tradizionalmente fatti a mano arrotolando la pasta, ottenuta tramite un impasto di farina, sale e acqua, attorno ad un ferretto e poi lasciati a essiccare. A seconda della zona di produzione prendono nomi diversi: 
Fileja nella provincia di Vibo Valentia, Scilitelli o Scilatelli nella provincia di Catanzaro, Maccaruni a firrittu, Ferretti o  'Mperrettati nel resto della Calabria. Sono considerati un tipico pranzo domenicale.

### Sicilia
Busiate trapanesi

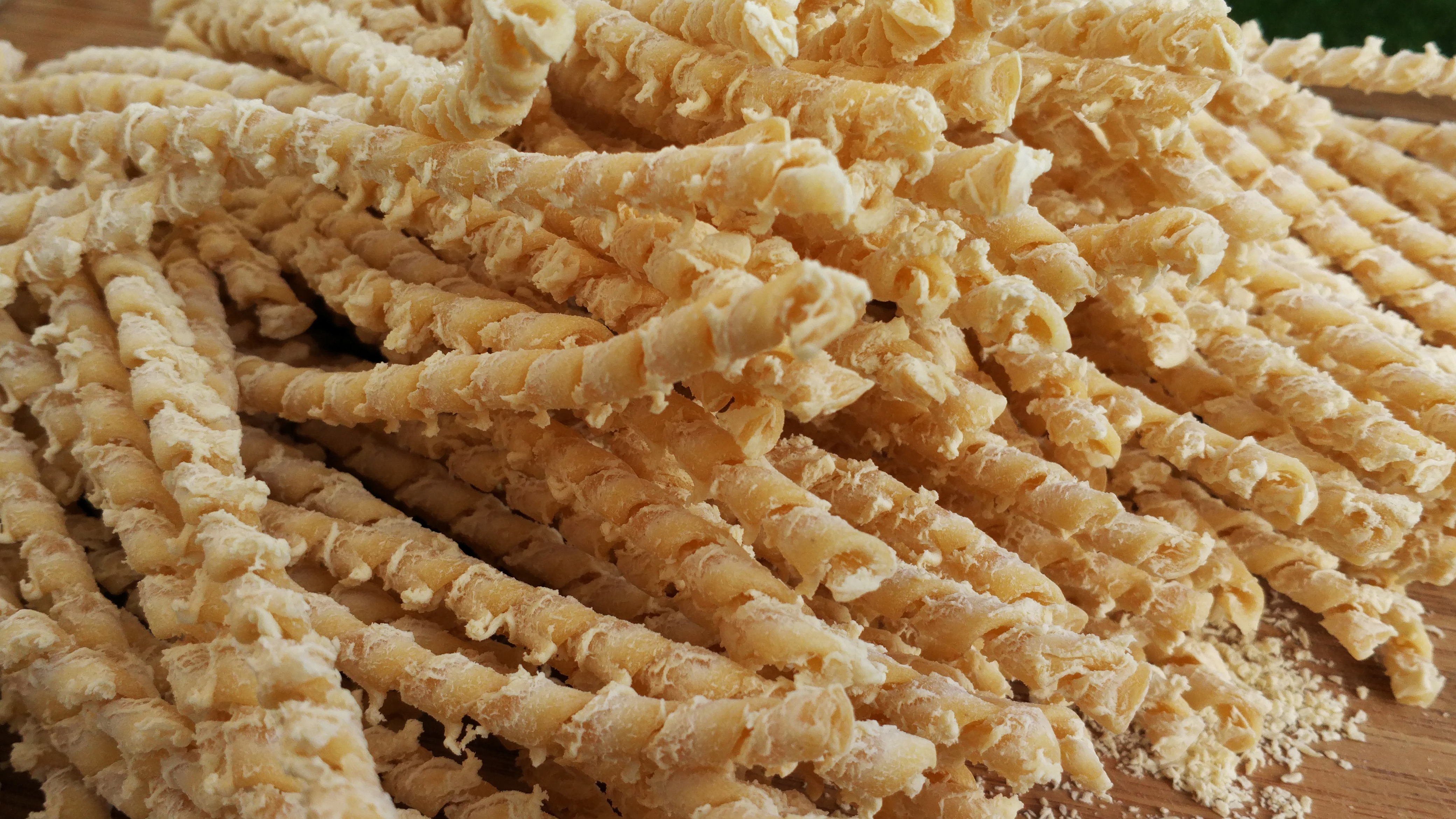
Busiate trapanesi (PAT)

In Sicilia, le busiate (anche busiati), sono una tradizionale ricetta di pasta fresca della cucina trapanese composta da un impasto a base di semola, acqua e sale. Sono leggermente più lunghe dei fusilli avellinesi (ma c'è anche una versione più corta) e prendono il nome dal ramo di busa (fusto dell'ampelodesmo) originariamente utilizzato per la loro trafilatura.
Le busiate sono inseriti nell'elenco dei Prodotti agroalimentari tradizionali siciliani. Tradizionalmente sono conditi con il pesto alla trapanese.